# Ana María Fernández (cantante)
Ana María Fernández Pomar (Ciudad de México, 14 de febrero de 1904 – Cuernavaca, 1993) fue una cantante mexicana, la primera intérprete femenina de los boleros de Agustín Lara. Una de las grandes figuras del teatro de revista de los años treinta, fue también una de las primeras artistas que cantó en la estación de radio XEW, donde el locutor Pedro de Lille la presentó como «La Cancionera del Estilo Único». Grabó varios discos sencillos para los sellos RCA Víctor y Okeh entre 1931 y 1942.

## Biografía
Nació el 14 de febrero de 1904 en la colonia Guerrero de Ciudad de México. Hija de Alberto Fernández García y de Sofía Pomar Arellano. Se casó joven, tuvo una hija y enviudó poco después. Inició su carrera artística en octubre de 1929 cuando el empresario Ricardo Beltri la contrató para cantar en el Teatro María Guerrero, donde debutó haciendo la primera voz de un trío de chinas poblanas con las Hermanas Martínez. Empezó a cantar como solista en el Teatro Politeama.
Agustín Lara la descubrió entre el público del Teatro Lírico y de inmediato la eligió para ser la intérprete de sus composiciones. Junto con Lara y el tenor Juan Arvizu, se presentó con gran éxito en los teatros Politeama, Fábregas y Lírico. En 1930, se convirtió en una de las primeras cantantes de la XEW. Grabó su primer disco en 1931 para la compañía discográfica RCA Víctor.
Se casó con el piloto aviador Luis Boyer Castañeda y se retiró del medio artístico en la década de los cuarenta. Falleció en la década de los noventa.

## Discografía

### Sencillos
- «Pervertida» (1931)
- «Capulín» (1931)
- «Cautiva» (1932)
- «Flores viejas» (1932)
- «Vidas cruzadas» (1933)
- «Deseo» (1933)
- «Desilusión» (1933)
- «Mi tienda» (1933)
- «Ya no quero que me queras» (1935)
- «Vaivén» (1936)
- «El coquero» (1936)
- «Fruta verde» (1936)
- «Amor de mis amores» (1936)
- «La bienquerida» (1936)
- «La jaibera» (1936)
- «Negra» (1936)
- «Martirio» (1936)
- «Cosquillas» (1936)
- «Shunka» (1937)
- «Espejito» (1937)
- «Pregones del Papaloapan» (1937)
- «Tierra brava» (1937)
- «Corazón del mar» (1942)
- «Camagüey» (1942)
- «La conga en Veracruz» (1942)
- «Desamor» (1942)

### Álbumes recopilatorios
- La Cancionera del Estilo Único (RCA Camden)
- Ana María Fernández: un reencuentro con la incomparable cancionera del estilo único